# A Szürkék – Szürke Párducok

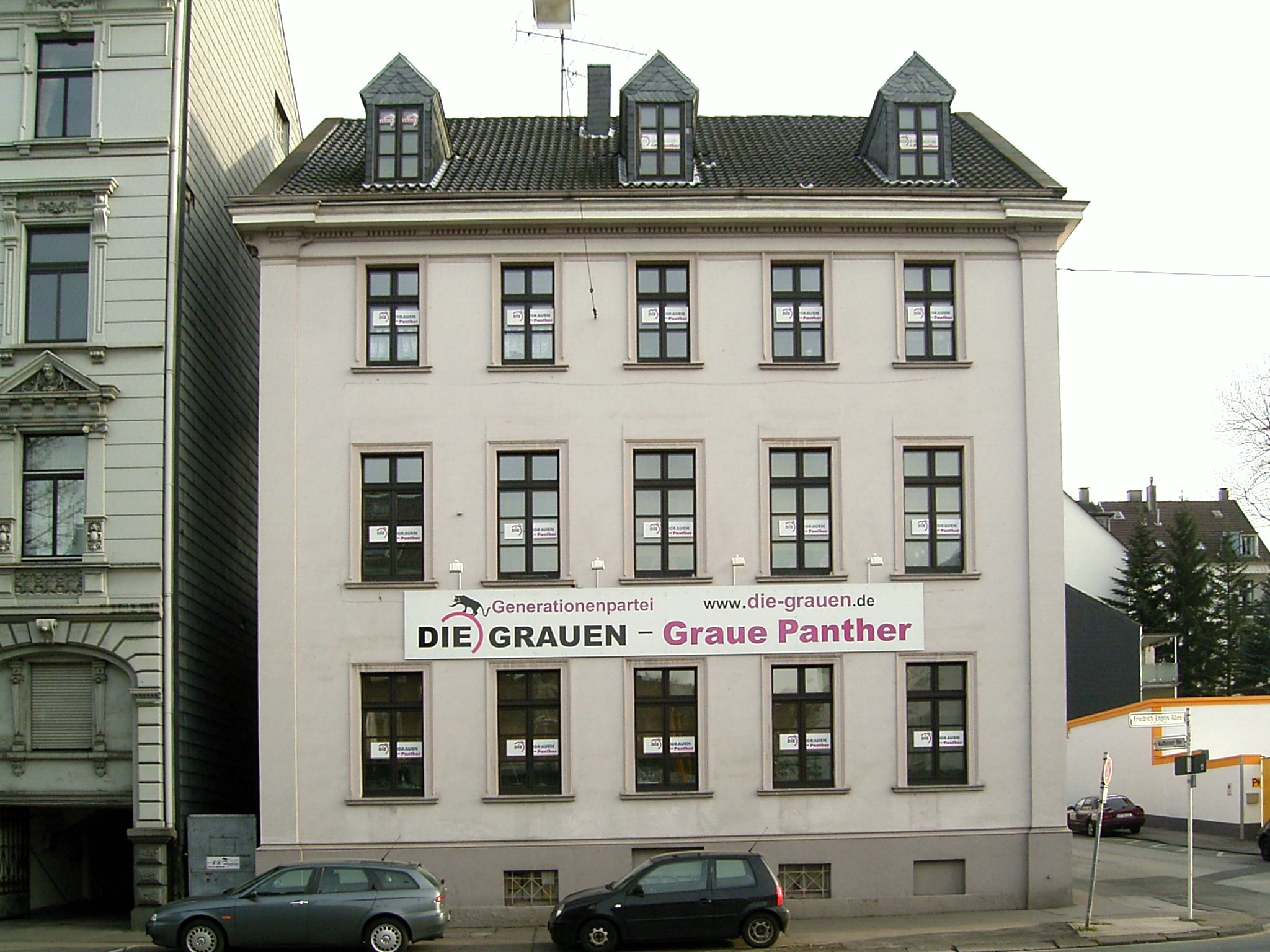
A pártközpont épülete Wuppertalban

A Szürkék – Szürke Párducok (németül Die Grauen – Graue Panther, röviden Die Grauen, azaz „a szürkék”), német párt és érdekszövetség, amelyet Trude Unruh alapított 1989. június 12-én. 
Fő célja az idősek érdekvédelme és a stabil nyugdíjak biztosítása. Aktívak környezetvédelmi ügyekben is.
A 2005-ös választásokon nem kerültek be a Bundestagba, de megkapták a szavazatok 0,4%-át, ami a kilencedik helyet jelentette a német pártok rangsorában.